# Годзилла, Мотра, Кинг Гидора: Монстры атакуют
«Годзилла, Мотра, Кинг Гидора: Монстры атакуют» (яп. ゴジラ・モスラ・キングギドラ 大怪獣総攻撃 Годзира, Мосура, Кингу Гидора — дайкайдзю: со:ко:гэки) — японский кайдзю-фильм с элементами мистики режиссёра Сюсукэ Канэко, двадцать пятый о динозавроподобном ящере Годзилле, а также двенадцатый о бабочке Мотре, восьмой о трёхголовом драконе Кинге Гидоре и третий о рогатом ящере Барагоне (это первое появление всех трёх монстров в эпохе Миллениум). Это единственный фильм о Годзилле, режиссированный Сюсукэ Канэко. В Японии прокат фильма начался 15 декабря 2001 года. В России премьера состоялась на канале РЕН ТВ, в США — на телеканале Syfy.
В этом фильме игнорируются события «Годзиллы против Мегагируса», его сюжет напрямую связан с первым фильмом в серии, а также с американским фильмом 1998 года.

## Сюжет
Спустя 50 лет с момента нападения Годзиллы гигантский ящер стал полулегендой и оставался ей до тех пор, пока в 1998 году на Нью-Йорк не напал похожий на него монстр. В 2004 году адмирал Тайдзо Татибана получает сообщение о затонувшей в Тихом океане американской подводной лодке. Отправившиеся на исследования два японских глубоководных аппарата обнаруживают вблизи места катастрофы проплывающее гигантское существо, похожее на Годзиллу.
Тем временем на побережье происходит череда странных землетрясений, в результате сильных толчков погибает несколько человек, а единственный выживший свидетель сообщает спасателям, что видел перед этим Годзиллу.
В это время дочь Тайдзо — репортёр Юри, отправляется к озеру Икэда. Такэда, сотрудничающий с Юри, подарил ей недавно книгу о трёх монстрах-хранителях — Барагоне, Мотре и Кинге Гидоре, — в которой упоминается это озеро. И что невероятно, прошедшей ночью на этом озере также появлялся гигантский монстр. В окрестностях озера Юри и Такэда встречаются со странным стариком Исаямой, который твердит, что Годзилла выжил в 1954 году и скоро должен вернуться. Артиллерийские войска его не остановят, поскольку в Годзилле сосредоточена ярость самой природы.
На следующий день на одном из Бонинских островов во время тайфуна разрушается одна прибрежная деревня. Министерство обороны официально предполагает, что это могло случиться по вине Годзиллы, однако направленные к Бонинам исследовательские крейсеры ничего не обнаруживают. Многие из властей отказываются верить в Годзиллу, но Тайдзо в этом не сомневается, поскольку в 1954 году его родители погибли при нападении чудовища.
Через некоторое время вблизи озера Икеда очевидец сообщает полиции, что наткнулся на пещеру, где видел замороженного монстра. Ему отказываются верить, но внезапно из-под земли появляется громадный красный монстр Барагон, который и был виновен в недавних землетрясениях. В это же самое время в Яидзу появляется Годзилла, он продвигается по городу, сея хаотическую панику среди населения.
Пока власти недоумевают от многочисленных сообщений о монстрах, Юри и Такэда едут к месту, где наиболее вероятна встреча Барагона и Годзиллы. Этим местом оказывается посёлок Хаконе. Юри и Такэда появляются в самый разгар битвы монстров. Барагон несколько раз прыгает на Годзиллу и кусает его, но, в конце концов, тот сжигает его своим тепловым лучом. В результате несчастного случая Юри едва не оказывается в больнице, но она намерена продолжить выслеживание Годзиллы. Такэда считает, что они итак достаточно засняли и отказывается предоставить ей автомобиль. Юри покупает велосипед и едет за Годзиллой. Силы самообороны высылают на Годзиллу истребители, но ящер уничтожает их всех.
В это время из гигантского кокона в озере Икэда появляется взрослая Мотра, а в подземной ледяной пещере в присутствии Исаямы пробуждается Кинг Гидора. Оба монстра поднимаются в воздух и летят к Иокогаме, куда направляется и Годзилла.
Тайдзо даёт приказ не нападать на монстров-хранителей, а стрелять только в Годзиллу. Ночью Юри приезжает в Иокогаму и снимает, как Мотра нападает на Годзиллу. В разгар их схватки неожиданно появляется Кинг Гидора, ещё слабый (он должен был спать под землёй 10 000 лет, но из-за появления Годзиллы очнулся намного раньше), но готовый к битве. Мотра выстреливает в Годзиллу жалами из брюшка, а Гидора бьёт электрическими разрядами через укус, но Годзилла отбивается от них обоих. Тайдзо даёт команду выстрелить в Годзиллу, но даже самые совершенные буровые ракеты ломаются, не принося монстру никакого вреда. Годзилла готовится выстрелить тепловым лучом в крейсер, но отвлекается на Мотру. Бабочка погибает, но её сила передаётся Кингу Гидоре,  он возрождается и с новыми силами вступает в битву с Годзиллой. Схватка продолжается в городском заливе.
В это время Юри попадается на глаза контролю, её пытаются арестовать, но она связывается с отцом и тот разрешает ей остаться. Тайдзо решает самостоятельно добраться до Годзиллы на поисковом аппарате Сацума с боевой установкой. Пока Годзилла отбивается под водой от Гидоры, Тайдзо подплывает достаточно близко. Годзилла выстреливает атомным лучом вверх и сбивает трелёвочный мост, откуда Юри и Такэда ведут репортаж, оба падают в воду, но всё ещё живой Гидора выпускает струю воздуха, не давая им утонуть. Годзилла всплывает на поверхность и уничтожает ослабевающего Гидору атомным лучом, после чего мана всех трёх монстров-хранителей вливается в Годзиллу в последней попытке лишить его сил. Годзилла погружается под воду и заглатывает Сацуму вместе с Тайдзо. Внутри тела монстра Тайдзо будто слышит голос дочери и решает довести дело до конца: он пускает ракету и она вырывается наружу, разорвав плоть ящера.
Годзилла всплывает на поверхность и хочет извергнуть луч на Юри и Такэду, но тепловой поток выстреливает из раны на спине. Монстр погружается в воду, из его раны выплывает Сацума. Годзилла пытается снова извергнуть луч, и из-за раны разрывает самого себя на части. Тайдзо остаётся жив и встречается на берегу с Юри и Такэдой. Он не подпускает их близко к себе, потому что мог получить высокую дозу радиации от Годзиллы. Тайдзо отдаёт честь всем военным подразделениям и погибшим монстрам-хранителям. В это самое время обрадованный начальник Юри хочет снять фильм о произошедших событиях, но ему сообщают, что на видеозаписях с Иясамой старик таинственным образом куда-то исчез.
Но хотя Годзилла мёртв, на дне залива продолжает биться его сердце.

## В ролях
| Актёр            | Роль                    |
| ---------------- | ----------------------- |
| Тихару Ниияма    | Юри Татибана            |
| Рюдо Удзаки      | адмирал Тайдзо Татибана |
| Масахиро Кобаяси | Тэруаки Такэда          |
| Сиро Сано        | Харуки Кадокура         |
| Кахо Минами      | Куми Эмори              |
| Синъя Овада      | Кацумаса Микумо         |
| Кунио Мураи      | Масато Хиногаки         |
| Хироюки Ватанабэ | Ютака Хиросэ            |
| Такаси Нисина    | Аки Маруо               |
| Синго Кацураяма  | Токихико Кобаякава      |
| Хидэё Амамото    | Хиротоси Исаяма         |
| Рё Касэ          | рыболов                 |
| Мидзухо Ёсида    | Годзилла                |
| Акира Охаси      | Кинг Гидора             |
| Риэ Ота          | Барагон                 |

## Производство
По первоначальному замыслу Сюсукэ Канэко Годзилла должен был сразиться в этом фильме с тремя монстрами: Ангирусом (который в последний раз появлялся в «Годзилле против Мехагодзиллы»), Вараном и Барагоном (оба кайдзю появлялись до этого в фильме «Уничтожить всех монстров»). Но по требованию руководства кинокомпании Toho Ангирус и Варан били изъяты из сценария, а их место заняли более популярные чудовища — Мотра и Кинг Гидора, которые в последний раз были задействованы в фильме «Мотра 3».
Мотра, Барагон и Кинг Гидора стали монстрами-хранителями (это единственный фильм, в котором Кинг Гидора является положительным персонажем), защищающими Японию от Годзиллы, который показан здесь самым мрачным за все 28 фильмов: у него горбатая спина с широкими шипами, белые глаза без зрачков и широкая пасть с многочисленными толстыми зубами. В этом фильме Годзилла представляет собой абсолютное зло, порождённое человеческой жестокостью тихоокеанских войн, в схватке с которым даже монстры-хранители терпят поражение.
Этот фильм, как и «Годзилла против Мегагируса», планировался Sony Pictures Entertainment к прокату в американских кинотеатрах, но после относительно неудачного релиза фильма «Годзилла: Тысячелетие», эти намерения были отвергнуты.
Подводный аппарат Сацума назван в честь актёра Кэмпатиро Сацумы, который изображал Годзиллу во всех фильмах эпохи Хэйсэй (начиная с «Годзиллы» и заканчивая «Годзиллой против Разрушителя»).
Это последний фильм, в котором снялся Хидэё Амамото.

## Прибыль от фильма
При бюджете фильма ¥1,2 млрд ($9,4 млн) его сборы составили ¥2,71 млрд ($20 млн), что в два раза превышает показатели сборов «Годзиллы против Мегагируса».

## Критика
Фильм получил в основном положительные отзывы. На сайте Rotten Tomatoes его рейтинг составляет 54 %.

## Отсылки к другим фильмам
- Барагон впервые появляется в туннеле. При схожих обстоятельствах этот монстр возник и в фильме «Франкенштейн против Барагона».
- Одна из сцен, в которой Мотра пролетает в ночном небе над зданиями, очень похожа на аналогичный момент в фильме «Годзилла против Мотры-2».
- В начале фильма Годзилла уничтожает подводную лодку, как было в фильме «Возвращение Годзиллы» (1984).